# Georges Pouilley
Gaston Georges Pouilley (ur. 23 lipca 1893 w Remiremont, zm. 12 stycznia 1958 w Paryżu) – francuski pływak, uczestnik Letnich Igrzysk 1920.
Podczas igrzysk w 1920 roku wystartował na 100 metrów stylem dowolnym, lecz odpadł w eliminacjach. Brał również udział w sztafecie 4 × 200 m stylem dowolnym, gdzie ekipa francuska zajęła ostatnie miejsce w swoim wyścigu eliminacyjnym.